# Kuala Idi
Kuala Idi is een bestuurslaag in het regentschap Aceh Timur van de provincie Atjeh, Indonesië. Kuala Idi telt 749 inwoners (volkstelling 2010).